# Florestan I, Prinț de Monaco
Florestan I, Prinț de Monaco (n. 10 octombrie 1785, Paris, Regatul Franței – d. 20 iunie 1856, Paris, Franța) a fost al 8-lea Prinț de Monaco și al 8-lea Duce de Valentinois din 2 octombrie 1841 până la moartea sa. S-a născut Tancrède Florestan Roger Louis Grimaldi și a fost al doilea fiu al Prințului Honoré al IV-lea și al Louisei d'Aumont Mazarin. După decesul fratelui său, Honoré al V-lea, Prinț de Monaco i-a succedat la tron.